# Valentín González
Valentín González González (Malcocinado, 4 de novembro de 1904 – Madrid, 20 de outubro de 1983) era um  comandante militar republicano durante a Guerra Civil Espanhola. Conhecido como El Campesino (O camponês) serviu no Exército Popular (Exército do Povo) na Segunda República Espanhola.
Gonzalez nasceu na província de Badajoz, Espanha, trabalhou como mineiro e era membro do partido comunista, ele criou uma das primeiras unidades de milícias contra o exército nacionalista de Francisco Franco.
Como um comandante de brigada, pessoalmente participou de todas as grandes ações que ocorreram durante o assalto dos nacionalistas em Madrid em 1936. Ele também liderou formações durante as batalhas da Corunha Road (Dezembro de 1936), Jarama e Guadalajara (março de 1937). No verão de 1937, ele liderou a 46 a Divisão na Batalha de Brunete.